# Lista över kyrkliga kulturminnen i Örebro län
Förteckning över kyrkliga kulturminnen i Örebro län.

## Askersunds kommun
| Namn                                               | Ursprunglig funktion                   | Byggår | Arkitekt | Plats | Läge               | Anläggnings-ID | Bild                                    |
| -------------------------------------------------- | -------------------------------------- | ------ | -------- | ----- | ------------------ | -------------- | --------------------------------------- |
| Askersunds landskyrka (Askersunds landskyrka 1:1)  | Kyrka med begravningsplats (1 byggnad) | 1670   |          |       | 58.87803, 14.89812 |                | Ladda upp en till bild av denna byggnad |
| Birgittakyrkan (Olshammars kyrka) (Olshammar 6:14) | Kyrka med begravningsplats (1 byggnad) | 1620   |          |       | 58.75867, 14.80410 |                | Ladda upp en till bild av denna byggnad |
| Hammars kyrka (Hammar 14:1)                        | Kyrka med begravningsplats (1 byggnad) | 1827   |          |       | 58.81940, 14.96091 |                | Ladda upp en till bild av denna byggnad |
| Lerbäcks kyrka (Lerbäck 3:1)                       | Kyrka med begravningsplats (1 byggnad) | 1783   |          |       | 58.95720, 15.05992 |                | Ladda upp en till bild av denna byggnad |
| Mariedamms kapell (Södra Björnfall 4:1)            | Kyrka (1 byggnad)                      |        |          |       | 58.85179, 15.16846 |                | Ladda upp en bild av denna byggnad      |
| Snavlunda kyrka (Snavlunda 18:1)                   | Kyrka med begravningsplats (1 byggnad) | 1767   |          |       | 58.96348, 14.89939 |                | Ladda upp en till bild av denna byggnad |

## Degerfors kommun
| Namn                              | Ursprunglig funktion                   | Byggår | Arkitekt | Plats | Läge                 | Anläggnings-ID | Bild                                    |
| --------------------------------- | -------------------------------------- | ------ | -------- | ----- | -------------------- | -------------- | --------------------------------------- |
| Degerfors kyrka (Ramshöjden 1:12) | Kyrka med begravningsplats (1 byggnad) |        |          |       | 59.232731, 14.431787 |                | Ladda upp en till bild av denna byggnad |
| Nysunds kyrka (Nysunds kyrka 1:1) | Kyrka med begravningsplats (1 byggnad) |        |          |       | 59.11819, 14.36914   |                | Ladda upp en till bild av denna byggnad |

## Hallsbergs kommun
| Namn                                        | Ursprunglig funktion                                                        | Byggår     | Arkitekt | Plats     | Läge               | Anläggnings-ID | Bild                                    |
| ------------------------------------------- | --------------------------------------------------------------------------- | ---------- | -------- | --------- | ------------------ | -------------- | --------------------------------------- |
| Adventskyrkan (Hjortkvarn 1:4)              | Kyrka med begravningsplats (1 byggnad)                                      |            |          | Bo        | 58.89681, 15.43750 |                | Ladda upp en till bild av denna byggnad |
| Adventskyrkan (Kyrkoplatsen 3)              | Kyrka (1 byggnad)                                                           |            |          | Hallsberg | 59.06474, 15.10092 |                | Ladda upp en till bild av denna byggnad |
| Boo kyrka (Bo 1:20)                         | Kyrka med begravningsplats (1 byggnad)                                      |            |          |           | 58.92659, 15.51524 |                | Ladda upp en till bild av denna byggnad |
| Hallsbergs sockenkyrka (Klockarlyckan 1:1)  | Kyrka med begravningsplats (1 byggnad)                                      |            |          |           | 59.07428, 15.17005 |                | Ladda upp en till bild av denna byggnad |
| Pålsboda kyrka (Folkasbo 2:1)               | Kyrka sammanbyggd med församlingshem,Kyrka med begravningsplats (1 byggnad) |            |          |           | 59.06638, 15.33832 |                | Ladda upp en bild av denna byggnad      |
| Sköllersta kyrka (Sköllersta Prästgård 3:1) | Kyrka med begravningsplats (1 byggnad)                                      |            |          |           | 59.13957, 15.34861 |                | Ladda upp en till bild av denna byggnad |
| Svennevads kyrka (Svennevadsby 18:1)        | Kyrka med begravningsplats (1 byggnad)                                      |            |          |           | 59.01937, 15.37875 |                | Ladda upp en till bild av denna byggnad |
| Viby kyrka (Viby 4:1)                       | Kyrka med begravningsplats (1 byggnad)                                      | Medeltiden |          |           | 59.06066, 14.87138 |                | Ladda upp en till bild av denna byggnad |

## Hällefors kommun
| Namn                                   | Ursprunglig funktion                   | Byggår | Arkitekt | Plats | Läge               | Anläggnings-ID | Bild                                    |
| -------------------------------------- | -------------------------------------- | ------ | -------- | ----- | ------------------ | -------------- | --------------------------------------- |
| Grythyttans kyrka (Grythyttan 11:1)    | Kyrka med begravningsplats (1 byggnad) |        |          |       | 59.70557, 14.53639 |                | Ladda upp en till bild av denna byggnad |
| Hjulsjö kyrka (Hjulsjöby 7:1)          | Kyrka med begravningsplats (1 byggnad) |        |          |       | 59.78399, 14.77881 |                | Ladda upp en till bild av denna byggnad |
| Hällefors kyrka (Hällefors kyrkby 4:4) | Kyrka med begravningsplats (1 byggnad) |        |          |       | 59.78314, 14.50757 |                | Ladda upp en till bild av denna byggnad |

## Karlskoga kommun
| Namn                                                  | Ursprunglig funktion                             | Byggår | Arkitekt | Plats | Läge               | Anläggnings-ID | Bild                                    |
| ----------------------------------------------------- | ------------------------------------------------ | ------ | -------- | ----- | ------------------ | -------------- | --------------------------------------- |
| Granbergdals kapell (Södra Granbergdalstorp 1:10)     | Kapell (1 byggnad)                               |        |          |       | 59.40164, 14.58766 |                | Ladda upp en bild av denna byggnad      |
| Karlbergskyrkan (Lodjuret 2)                          | Kyrka sammanbyggd med församlingshem (1 byggnad) |        |          |       | 59.33560, 14.50973 |                | Ladda upp en bild av denna byggnad      |
| Karlsdals kapell (Karlsdal 1:5)                       | Kapell (1 byggnad)                               |        |          |       | 59.43923, 14.69915 |                | Ladda upp en bild av denna byggnad      |
| Karlskoga kyrka (Bregården 2:52)                      | Kyrka med begravningsplats (1 byggnad)           |        |          |       | 59.32578, 14.52192 |                | Ladda upp en till bild av denna byggnad |
| Skogskyrkogårdens kapell (Bregården 2:62)             | Kapell (1 byggnad)                               |        |          |       | 59.33067, 14.52011 |                | Ladda upp en till bild av denna byggnad |
| Krematoriekapellet på Östra kyrkogården (Bråten 2:23) | Kapell,Krematorium (1 byggnad)                   |        |          |       | 59.34199, 14.58223 |                | Ladda upp en bild av denna byggnad      |
| Lunedskyrkan (Lunedet 2:5)                            | Kyrka (1 byggnad)                                |        |          |       | 59.40022, 14.42158 |                | Ladda upp en till bild av denna byggnad |
| Söderkyrkan (Söderkyrkan 1)                           | Kyrka sammanbyggd med församlingshem (1 byggnad) |        |          |       | 59.31859, 14.49528 |                | Ladda upp en till bild av denna byggnad |
| Tavlans kapell (Källmo 1:48)                          | Kyrka (1 byggnad)                                |        |          |       | 59.42496, 14.50909 |                | Ladda upp en till bild av denna byggnad |
| Österledskyrkan (Österkyrkan 1)                       | Kyrka sammanbyggd med församlingshem (1 byggnad) |        |          |       | 59.32938, 14.57245 |                | Ladda upp en till bild av denna byggnad |

## Kumla kommun
| Namn                                    | Ursprunglig funktion                   | Byggår     | Arkitekt | Plats | Läge               | Anläggnings-ID | Bild                                    |
| --------------------------------------- | -------------------------------------- | ---------- | -------- | ----- | ------------------ | -------------- | --------------------------------------- |
| Ekeby kyrka (Ekeby Prästgård 2:1)       | Kyrka med begravningsplats (1 byggnad) |            |          |       | 59.16631, 15.27185 |                | Ladda upp en till bild av denna byggnad |
| Hardemo kyrka (Hardemo Kyrka 1:1)       | Kyrka med begravningsplats (1 byggnad) | 1100-talet |          |       | 59.10554, 15.00554 |                | Ladda upp en till bild av denna byggnad |
| Hällabrottets kyrka (Hällabrottet 6:16) | Kyrka (1 byggnad)                      |            |          |       | 59.11611, 15.19964 |                | Ladda upp en till bild av denna byggnad |
| Kumla kyrka (Kumla kyrka 1)             | Kyrka med begravningsplats (1 byggnad) |            |          |       | 59.12118, 15.15498 |                | Ladda upp en till bild av denna byggnad |
| Sankt Olofs kapell (Hult 1:12)          | Kyrka (1 byggnad)                      |            |          |       | 59.05042, 15.03368 |                | Ladda upp en till bild av denna byggnad |

## Laxå kommun
| Namn                                              | Ursprunglig funktion                     | Byggår | Arkitekt | Plats | Läge               | Anläggnings-ID | Bild                                    |
| ------------------------------------------------- | ---------------------------------------- | ------ | -------- | ----- | ------------------ | -------------- | --------------------------------------- |
| Finnerödja kyrka (Finnerödja 20:1)                | Kyrka med begravningsplats (3 byggnader) |        |          |       | 58.93209, 14.42720 |                | Ladda upp en till bild av denna byggnad |
| Ramundeboda kyrka (Bodarne kyrka) (Bjursnäs 1:76) | Kyrka (1 byggnad)                        |        |          |       | 58.98670, 14.61534 |                | Ladda upp en till bild av denna byggnad |
| Skagershults kyrka (Ede 1:2)                      | Kyrka (1 byggnad)                        |        |          |       | 59.08967, 14.65409 |                | Ladda upp en till bild av denna byggnad |
| Tiveds kyrka (Sannerud 1:63)                      | Kyrka med begravningsplats (3 byggnader) |        |          |       | 58.76878, 14.52978 |                | Ladda upp en till bild av denna byggnad |

## Lekebergs kommun
| Namn                                    | Ursprunglig funktion                   | Byggår                | Arkitekt | Plats | Läge               | Anläggnings-ID | Bild                                    |
| --------------------------------------- | -------------------------------------- | --------------------- | -------- | ----- | ------------------ | -------------- | --------------------------------------- |
| Edsbergs kyrka (Edsberg 9:1)            | Kyrka med begravningsplats (1 byggnad) | 1100-talet            |          |       | 59.13764, 14.87342 |                | Ladda upp en till bild av denna byggnad |
| Hackvads kyrka (Hackvads Kyrka 1:1)     | Kyrka med begravningsplats (1 byggnad) |                       |          |       | 59.11091, 14.91347 |                | Ladda upp en till bild av denna byggnad |
| Hidinge gamla kyrka (Hidinge 13:1)      | Kyrka (1 byggnad)                      | 1200-talet            |          |       | 59.22516, 14.91116 |                | Ladda upp en till bild av denna byggnad |
| Hidinge kyrka (Skärmartorp 1:2)         | Kyrka med begravningsplats (1 byggnad) |                       |          |       | 59.23419, 14.87815 |                | Ladda upp en till bild av denna byggnad |
| Knista kyrka (Knista kyrka 1:1)         | Kyrka med begravningsplats (1 byggnad) |                       |          |       | 59.19587, 14.89870 |                | Ladda upp en till bild av denna byggnad |
| Kräcklinge kyrka (Kräcklinge 10:2)      | Kyrka med begravningsplats (1 byggnad) | 1100 eller 1200-talet |          |       | 59.17247, 14.98185 |                | Ladda upp en till bild av denna byggnad |
| Kvistbro kyrka (Kvistbro Prästgård 2:1) | Kyrka med begravningsplats (1 byggnad) |                       |          |       | 59.16028, 14.81771 |                | Ladda upp en till bild av denna byggnad |
| Mullhyttans kyrka (Norrhult 1:13)       | Kyrka med begravningsplats (1 byggnad) |                       |          |       | 59.15287, 14.69060 |                | Ladda upp en till bild av denna byggnad |
| Tångeråsa kyrka (Nordankyrka 1:5)       | Kyrka med begravningsplats (1 byggnad) |                       |          |       | 59.10991, 14.80713 |                | Ladda upp en till bild av denna byggnad |

## Lindesbergs kommun
| Namn                                          | Ursprunglig funktion                   | Byggår | Arkitekt | Plats | Läge               | Anläggnings-ID | Bild                                    |
| --------------------------------------------- | -------------------------------------- | ------ | -------- | ----- | ------------------ | -------------- | --------------------------------------- |
| Fellingsbro kyrka (Fellingsbro Prästgård 3:1) | Kyrka med begravningsplats (1 byggnad) |        |          |       | 59.45861, 15.57662 |                | Ladda upp en till bild av denna byggnad |
| Grönbo kapell (Grönbo 1:3)                    | Kapell (1 byggnad)                     |        |          |       | 59.61224, 15.42730 |                | Ladda upp en till bild av denna byggnad |
| Guldsmedshyttans kyrka (Guldsmedshyttan 27:1) | Kyrka med begravningsplats (1 byggnad) |        |          |       | 59.70069, 15.10542 |                | Ladda upp en till bild av denna byggnad |
| Spannarboda kyrka (Harparboda 1:10)           | Kyrka med begravningsplats (1 byggnad) |        |          |       | 59.58227, 15.49985 |                | Ladda upp en till bild av denna byggnad |
| Lindesbergs kyrka (Kyrkan 1)                  | Kyrka (1 byggnad)                      |        |          |       | 59.59147, 15.22635 |                | Ladda upp en till bild av denna byggnad |
| Sankta Anna kyrka (Kårberget 4:20)            | Kyrka (1 byggnad)                      |        |          |       | 59.73817, 15.19988 |                | Ladda upp en till bild av denna byggnad |
| Näsby kyrka (Näsby prästgård 2:1)             | Kyrka med begravningsplats (1 byggnad) |        |          |       | 59.46142, 15.37242 |                | Ladda upp en till bild av denna byggnad |
| Ramsbergs kyrka (Ramsbergs kyrka 1:1)         | Kyrka (1 byggnad)                      |        |          |       | 59.76714, 15.29779 |                | Ladda upp en till bild av denna byggnad |
| Vedevågs kyrka (Vedevåg 1:94)                 | Kyrka (1 byggnad)                      |        |          |       | 59.52898, 15.27997 |                | Ladda upp en till bild av denna byggnad |

## Ljusnarsbergs kommun
| Namn                                 | Ursprunglig funktion                             | Byggår | Arkitekt | Plats | Läge               | Anläggnings-ID | Bild                                    |
| ------------------------------------ | ------------------------------------------------ | ------ | -------- | ----- | ------------------ | -------------- | --------------------------------------- |
| Ljusnarsbergs kyrka (Kopparberg 1:9) | Kyrka med begravningsplats (1 byggnad)           |        |          |       | 59.87724, 14.99715 |                | Ladda upp en till bild av denna byggnad |
| Hörkens kyrka (Silverhyttan 2:20)    | Kyrka sammanbyggd med församlingshem (1 byggnad) |        |          |       | 60.02371, 14.95021 |                | Ladda upp en till bild av denna byggnad |

## Nora kommun
| Namn                                | Ursprunglig funktion                   | Byggår | Arkitekt | Plats | Läge               | Anläggnings-ID | Bild                                    |
| ----------------------------------- | -------------------------------------- | ------ | -------- | ----- | ------------------ | -------------- | --------------------------------------- |
| Grecksåsars kapell (Grecksåsar 1:5) | Kyrka (1 byggnad)                      |        |          |       | 59.53885, 14.80113 |                | Ladda upp en bild av denna byggnad      |
| Järnboås kyrka (Järnboås kyrka 1:1) | Kyrka med begravningsplats (1 byggnad) |        |          |       | 59.64537, 14.89792 |                | Ladda upp en till bild av denna byggnad |
| Nora kyrka (Kyrkan 1)               | Kyrka (1 byggnad)                      |        |          |       | 59.51957, 15.04061 |                | Ladda upp en till bild av denna byggnad |
| Vikers kyrka (Skrikarhyttan 9:1)    | Kyrka med begravningsplats (1 byggnad) |        |          |       | 59.45707, 14.89162 |                | Ladda upp en till bild av denna byggnad |

## Örebro kommun
| Namn                                        | Ursprunglig funktion                                                 | Byggår                | Arkitekt | Plats | Läge                 | Anläggnings-ID | Bild                                    |
| ------------------------------------------- | -------------------------------------------------------------------- | --------------------- | -------- | ----- | -------------------- | -------------- | --------------------------------------- |
| Adolfsbergs kyrka (Eriksberg 1)             | Kyrka (2 byggnader)                                                  |                       |          |       | 59.23974, 15.16587   |                | Ladda upp en till bild av denna byggnad |
| Almby kyrka (Almby 11:224)                  | Kyrka med begravningsplats (1 byggnad)                               |                       |          |       | 59.25747, 15.24470   |                | Ladda upp en till bild av denna byggnad |
| Askers kyrka (Askersby 22:1)                | Kyrka med begravningsplats (1 byggnad)                               |                       |          |       | 59.15165, 15.46878   |                | Ladda upp en till bild av denna byggnad |
| Axbergs kyrka (Axbergs prästgård 3:1)       | Kyrka med begravningsplats (1 byggnad)                               | 1100-talet            |          |       | 59.36172, 15.21486   |                | Ladda upp en till bild av denna byggnad |
| Brevens kyrka (Breven 1:2)                  | Kyrka med begravningsplats (1 byggnad)                               |                       |          |       | 59.01206, 15.58420   |                | Ladda upp en till bild av denna byggnad |
| Ekers kyrka (Eker 14:139)                   | Kyrka med begravningsplats (1 byggnad)                               | 1100-talet            |          |       | 59.31798, 15.13998   |                | Ladda upp en till bild av denna byggnad |
| Ervalla kyrka (Ervalla 1:19)                | Kyrka med begravningsplats (1 byggnad)                               |                       |          |       | 59.43740, 15.24246   |                | Ladda upp en till bild av denna byggnad |
| Glanshammars kyrka (Glanshammars kyrka 1:1) | Kyrka med begravningsplats (1 byggnad)                               | 1100-talet            |          |       | 59.31918, 15.40191   |                | Ladda upp en till bild av denna byggnad |
| Gräve kyrka (Gräve kyrka 1:1)               | Kyrka med begravningsplats (1 byggnad)                               |                       |          |       | 59.28070, 15.06579   |                | Ladda upp en till bild av denna byggnad |
| Gällersta kyrka (Gällersta kyrkobol 15:1)   | Kyrka med begravningsplats (1 byggnad)                               | 1100-talet            |          |       | 59.18462, 15.25582   |                | Ladda upp en till bild av denna byggnad |
| Hovsta kyrka (Hovsta kyrka 1:1)             | Kyrka med begravningsplats (1 byggnad)                               | 1100-talet            |          |       | 59.32142, 15.22696   |                | Ladda upp en till bild av denna byggnad |
| Kils kyrka (Kils prästgård 1:2)             | Kyrka med begravningsplats (1 byggnad)                               |                       |          |       | 59.37190, 15.08113   |                | Ladda upp en till bild av denna byggnad |
| Lillkyrka kyrka (Ekeberg 1:7)               | Kyrka med begravningsplats (inga registrerade byggnader)             |                       |          |       | 59.325239, 15.476775 |                | Ladda upp en till bild av denna byggnad |
| Längbro kyrka (Längbro 2:36)                | Kyrka (1 byggnad)                                                    |                       |          |       | 59.27871, 15.15141   |                | Ladda upp en till bild av denna byggnad |
| Lännäs kyrka (Lännäs kyrka 1:1)             | Kyrka (1 byggnad)                                                    | 1100 eller 1200-talet |          |       | 59.14715, 15.57967   |                | Ladda upp en till bild av denna byggnad |
| Mosjö kyrka (Mosjö kyrka 1:1)               | Kyrka med begravningsplats (1 byggnad)                               | 1100-talet            |          |       | 59.18937, 15.15155   |                | Ladda upp en till bild av denna byggnad |
| Norrbyås kyrka (Norrbyås kyrka 1:1)         | Kyrka med begravningsplats (1 byggnad)                               | 1100-talet            |          |       | 59.19486, 15.38961   |                | Ladda upp en till bild av denna byggnad |
| Olaus Petri kyrka (Templet 1)               | Kyrka med begravningsplats (1 byggnad)                               |                       |          |       | 59.28025, 15.21937   |                | Ladda upp en till bild av denna byggnad |
| Rinkaby kyrka (Rinkaby kyrka 1:1)           | Kyrka med begravningsplats (1 byggnad)                               |                       |          |       | 59.31428, 15.33778   |                | Ladda upp en till bild av denna byggnad |
| Sankt Mikaels kyrka (Evangeliet 1)          | Kyrka med kyrkotomt,Kyrka sammanbyggd med församlingshem (1 byggnad) |                       |          |       | 59.29048, 15.19326   |                | Ladda upp en till bild av denna byggnad |
| Sankt Nicolai kyrka (Nikolaikyrkan 1)       | Kyrka (1 byggnad)                                                    |                       |          |       | 59.27227, 15.21122   |                | Ladda upp en till bild av denna byggnad |
| Stora Mellösa kyrka (Mellösa prästgård 3:1) | Kyrka med begravningsplats (1 byggnad)                               | 1100-talet            |          |       | 59.21231, 15.50317   |                | Ladda upp en till bild av denna byggnad |
| Tysslinge kyrka (Tysslinge 29:2)            | Kyrka med begravningsplats (1 byggnad)                               |                       |          |       | 59.28619, 15.02004   |                | Ladda upp en till bild av denna byggnad |
| Täby kyrka (Täby 12:1)                      | Kyrka med begravningsplats (1 byggnad)                               | 1100-talet            |          |       | 59.19850, 15.06759   |                | Ladda upp en till bild av denna byggnad |
| Vintrosa kyrka (Vintrosa prästgård 3:1)     | Kyrka med begravningsplats (1 byggnad)                               | 1100 eller 1200-talet |          |       | 59.23759, 14.99104   |                | Ladda upp en till bild av denna byggnad |
| Ödeby kyrka (Käggelholm 1:2)                | Kyrka med begravningsplats (1 byggnad)                               |                       |          |       | 59.40622, 15.41600   |                | Ladda upp en till bild av denna byggnad |